# مردانگی (فیلم ۲۰۱۴)
مردانگی (به هندی: Mardaani) فیلمی محصول سال ۲۰۱۴ و به کارگردانی پرادیپ سرکار است. در این فیلم بازیگرانی همچون رانی موکرجی، طاهر راج بهاسین، جیشو سنگوپتا ایفای نقش کرده‌اند.
قسمت دوم این فیلم در سال ۲۰۱۹ با عنوان مردانگی ۲ اکران شد.

## خلاصه داستان
شویانی شیواجی روی (رانی موکرجی)، یک افسر پلیس اختصاصی و شجاع با پلیس بمبئی، کاران رستوگی (طاهر رجب باسین)، کاران رستوگی (طاهر رجب بسطین)، که یک کارتل سازمان یافته سازمان یافته را شامل قاچاق مواد مخدر و مواد مخدر می‌کند، پیگیری می‌کند. هدف او این است که او را شکار کنید و یک دختر نوجوان Pyaari را نجات دهید. Pyaari یتیم است که توسط مردان کاران ربوده شده‌است. شیوانا از عمویش به فروش می‌رسید و آن را از پدرش فروخت و شروع به مراقبت از او کرد و از آن به بعد Pyaari مانند یک دختر برای اوست. او شخصاً بیشتر کار می‌کند و از حقوق و وظایف قانونی خود به ناب کاران و صرفه جویی در Pyaari فراتر می‌رود.
کاران، آگاه است که شیوانانی به‌طور مداوم فعالیت‌های کارتل خود را نظارت می‌کند، به او تلفن می‌کند و پیشنهاد می‌کند که کارش را قطع نکند. شیوانانی، تصمیم گرفته‌است که او را بگیرد، از اطلاعات ورودی برای ردیابی مأمور او در بمبئی استفاده می‌کند که او را به مأمور راهنمایی کاران، ویکل، در دهلی، هدایت می‌کند. کاران به عنوان هشداری برای شیوانانی، یکی از انگشت‌های پریاری را از بین می‌برد و به خانه شویانی که در یک جعبه هدیه پیچیده شده‌است، می‌فرستد و شوهرش را مورد آزار و اذیت قرار می‌دهد.
شیوانانی به دهلی سفر می‌کند و یک تله را شامل فروشندگان مواد مخدر از نیجریه می‌کند، که وانمود می‌کند که کوکائین نادر آمریکای جنوبی را به Karan و Wakeel عرضه می‌کند. همان‌طور که معامله گران مواد مخدر در حال مذاکره با معامله با ویکل هستند، شویانی با دیگر افسران پلیس درگیر می‌شود و منطقه را می‌گیرد. در حالی که کاران فرار می‌کند، ویکل متوجه می‌شود که او بازداشت خواهد شد، به این معنی که پلیس او را مورد بازجویی قرار می‌دهد و سرانجام کاران را دستگیر می‌کند؛ بنابراین، او سعی می‌کند شواهد را از بین بردن سیم کارت تلفن همراه خود پاک کند، و سپس خود را می‌کشد.
تحقیقات ادامه یافته شویانی و اطلاعاتی از منابع او به خانه کران منتهی می‌شود، جایی که مادر کران او را تشخیص می‌دهد. شیوانانی ربوده شده و به حزب سازماندهی شده توسط کاران منتقل می‌شود. در آنجا، او با Pyaari ملاقات می‌کند؛ Pyaari و دیگر دختران مجبور به کار به عنوان روسپیان. شیوانی به تنهایی با وضعیت مواجه می‌شود، کاران را به اتاق کوچک می‌برد و نجات می‌دهد و دختران را با خود می‌برد. او با کاران به مبارزه با او می‌پردازد وقتی که او را به خاطر داشتن یک زن وحشت زده می‌کند. با توجه به فساد در پلیس و سیستم قضایی، او می‌داند که ممکن است از قانون فرار کند، اما کاران را به دختران تبدیل می‌کند که او را به مرگ محکوم کردند. دیگر اعضای باند او دستگیر و تحت تعقیب قرار می‌گیرند.